# Saipa
SAIPA (en persan : سایپا) est le second constructeur automobile iranien, appartenant au Ministère de l'Industrie (IDRO). L'acronyme signifie Société anonyme iranienne de production automobile. Avant de devenir Saipa en 1975, elle était la filiale iranienne de Citroën établie en 1965 sous le nom de SAIPAC (Société Anonyme Iranienne de Production des Automobiles Citroën).

## Histoire
Saipa produit en partenariat avec Citroën la Dyane de 1968 à 1997 (avec des interruptions dans les années 1980), puis la Xantia de 2001 à 2010 à partir de CKD, vendue à environ 12 000 exemplaires par an, remplacée par la Citroën C5. 
De 1975 à 1995, Saipa fabrique des versions sous licence de la Renault 5 puis la Renault 21 et à partir de 2006, la Mégane tri-corps. Saipa produit aussi la Renault Logan sous le nom de Tondar-90 (coproduction avec Iran Khodro) et à partir de fin 2015, la Renault Sandero.
Saipa est aussi partenaire de Kia (groupe Hyundai) pour la production de nombreux véhicules, en particulier la Carvan et Rio, ainsi que la Kia Pride devenue Saba en 2005 puis, dans une version modifiée, Tiba en 2012. 
Saipa est également partenaire de Nissan pour assembler le tout-terrain Patrol I.
Saipa exporte essentiellement vers les pays voisins : Soudan, Égypte, Arménie, Turkménistan, Bangladesh, Pakistan, Bahreïn, Oman, Qatar, Syrie.
Saipa possède 51 % du constructeur Pars Khodro, à qui il cède la licence de production de la Sepand (première génération de Renault 5).

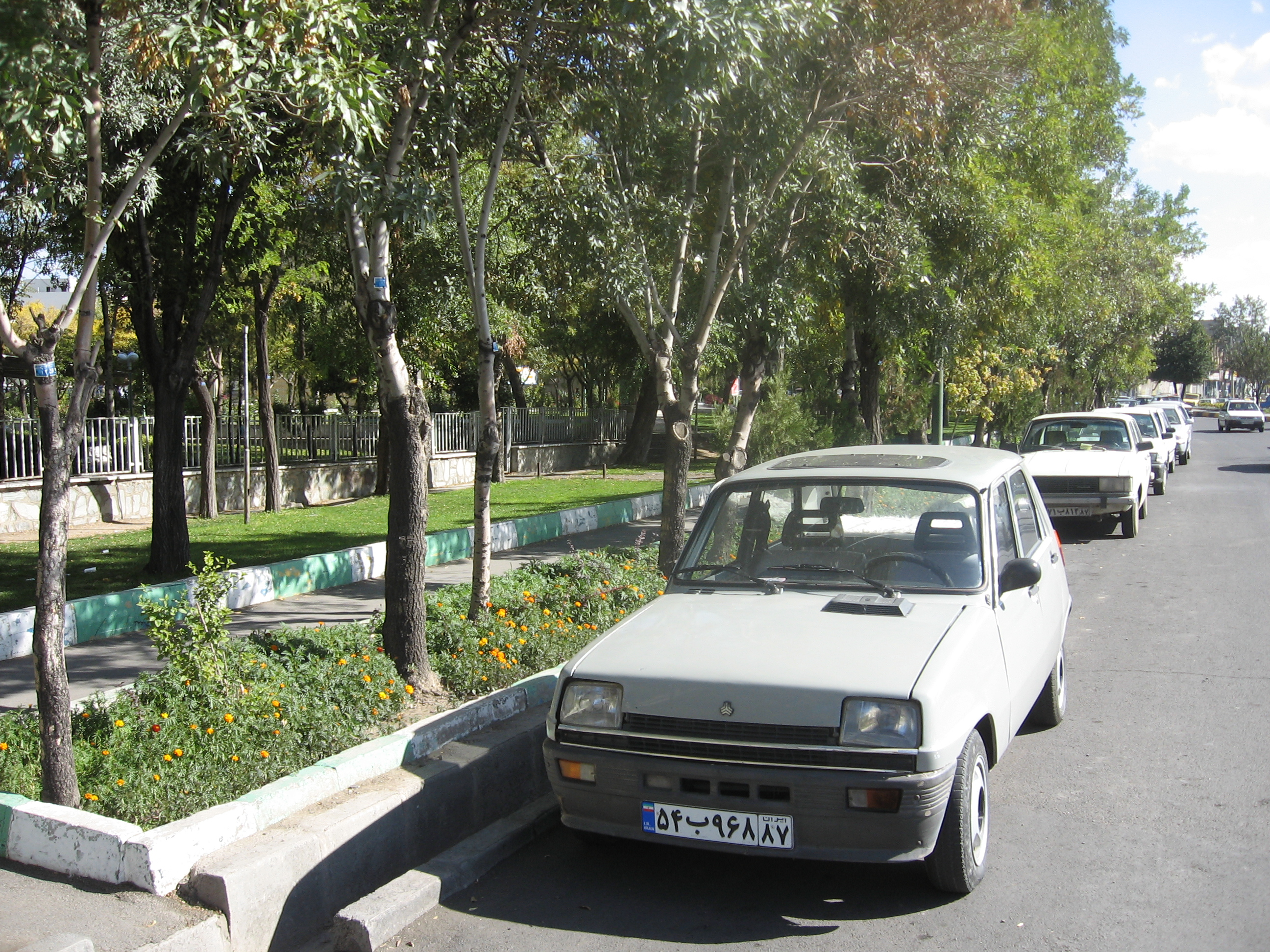
Une Saipa 5.

Le Groupe PSA signe avec Saipa en juillet 2016 un accord de coopération dans le but de fabriquer et commercialiser des véhicules de la marque Citroën sur le marché iranien.